# Onthophagus subtropicus
Onthophagus subtropicus är en skalbaggsart som beskrevs av Henry Fuller Howden och Cartwright 1963. Onthophagus subtropicus ingår i släktet Onthophagus och familjen bladhorningar. Inga underarter finns listade i Catalogue of Life.